# Carpinus paohsingensis
Carpinus paohsingensis là một loài thực vật có hoa trong họ Betulaceae. Loài này được W.Y.Hsia mô tả khoa học đầu tiên năm 1934.